# Karl Brachat
Karl Brachat (* 24. April 1901 in Gailingen am Hochrhein; † 24. Mai 1971 in Villingen) war ein deutscher Pädagoge und Politiker (CDU).

## Leben
Karl Brachat wurde als Sohn eines Oberlehrers geboren. Nach dem Volksschulabschluss in Gailingen und dem Besuch der Realschule bis zur Untersekunda in Singen absolvierte er von 1917 bis 1920 das Lehrerseminar in Ettlingen. Er arbeitete von 1921 bis 1930, unterbrochen von 1925 bis 1927 durch Studien an einer Technischen Hochschule und an einer Universität, als Hilfslehrer/Unterlehrer. 1930 wurde er Hauptlehrer in Niederrimsingen und von 1933 bis 1949 war er als Haupt- und Oberlehrer in Pfaffenweiler bei Villingen tätig. Von 1941 bis 1945 nahm er als Soldat der Luftwaffe am Zweiten Weltkrieg teil. Von 1949 bis 1961 wirkte er als Rektor, Schulrat und Oberschulrat in Villingen. 1966 erfolgte sein Eintritt in den Ruhestand. Des Weiteren fungierte er seit 1958 als Mitherausgeber der Schriftenreihe für die praktische Schularbeit.
Brachat war von 1928 bis 1933 Mitglied der Zentrumspartei. Am 5. Juli 1937 beantragte er die Aufnahme in die NSDAP und wurde rückwirkend zum 1. Mai desselben Jahres aufgenommen (Mitgliedsnummer 4.355.778). Er schloss sich 1946 den Christdemokraten an und war von 1949 bis 1965 Vorsitzender des CDU-Kreisverbandes Villingen. Von 1952 bis 1953 war er Mitglied der Verfassunggebenden Landesversammlung und danach bis zu seinem Tode Abgeordneter des baden-württembergischen Landtages, von 1956 bis 1971 als Vorsitzender des Kulturpolitischen Ausschusses. Nach seinem Tod rückte Alfons Stadler für ihn ins Parlament nach.
Karl Brachat war seit 1930 mit Lydia Hößle verheiratet und hatte keine Kinder.

## Ehrungen
- 1963: Großes Verdienstkreuz der Bundesrepublik Deutschland
- 1971: Ehrenbürger der Stadt Villingen
- Nach Brachat ist die Karl-Brachat-Realschule in VS-Villingen benannt